# Panorama litewska
Panorama litewska (lit. Lietuvių panorama) – cotygodniowy magazyn telewizyjny TVP3 Białystok dla mniejszości litewskiej pokazujący życie Litwinów zamieszkujących województwo podlaskie.

## O programie
Program realizowany w porozumieniu z organizacjami mniejszościowymi w województwie podlaskim. Ukazuje się od początku 1997 r. funkcjonowania OTV Białystok. Program jeszcze bez tytułu, emitowany był we wspólnym magazynie mniejszości narodowych „Sami o sobie”. Pierwszym wydawcą był red. Marek Liberadzki, drugim red. Józef Wierzba. Ukazywał się co tydzień w języku litewskim z polskimi napisami. Przygotowywali go litewscy dziennikarze i operatorzy z suwalskiej redakcji OTV Białystok. Tematy zapowiadane były ze studia w Suwałkach. Pierwszą autorką magazynu litewskiego była red. Ruta Burdyn, której pomagała siostra, Irena Burdyn.
Od 2003 r. magazyn litewski, podobnie jak wszystkie programy mniejszości narodowych, ukazują się pod oddzielnymi nazwami. Panorama litewska emitowana jest co tydzień w języku litewskim z polskimi napisami. Bez zapowiedzi ze studia. Producentem wykonawczym jest firma R&P New Media.
Główne zagadnienia: sprawy społeczne, kulturalne, gospodarcze, rolnicze, turystyczne, historyczne, o regionalnej współpracy Litwinów. Gmina Puńsk i Sejny, to największe skupiska tej społeczności na Suwalszczyźnie i w Polsce. Podstawowym powodem wyświetlania programu jest istnienie mniejszości litewskiej w województwie podlaskim (5 097 osób zgodnie ze spisem z 2002 roku).
Materiały do Panoramy litewskiej przygotowują: Ruta Burdyn i Robert Wiktor. Wydawcą programu jest red. Dariusz Szada-Bożyszkowski.